# Sonnenjoch
Sonnenjoch är ett berg i Österrike.   Det ligger i distriktet Kitzbühel och förbundslandet Tyrolen, i den västra delen av landet, 300 km väster om huvudstaden Wien. Toppen på Sonnenjoch är 2 292 meter över havet.
Terrängen runt Sonnenjoch är bergig åt nordväst, men åt sydost är den kuperad. Närmaste större samhälle är Wörgl, 19,3 km norr om Sonnenjoch. 
Trakten runt Sonnenjoch består i huvudsak av gräsmarker. Runt Sonnenjoch är det ganska glesbefolkat, med 42 invånare per kvadratkilometer.